# Magyar Ferenc (újságíró)
Magyar Ferenc (Ipolygalsa, 1916. január 11.  – Solymár, 2000. július 13.) újságíró, szerkesztő.

## Pályafutása
A pozsonyi tanítóképezőben szerzett tanítói oklevelet. 1935-től a kassai Új Élet című katolikus folyóiratnál dolgozott. 1937-ben a Prágai Magyar Hírlap ösztöndíjával Belgiumban és Franciaországban a keresztény ifjúmunkás (JOC) és agrár-ifjúsági (JAC) szervezetek életét tanulmányozta. 1937-től részt vett a Szlovenszkói Katolikus Ifjúsági Egyesület (SZKIE) szervezésében.
Az első bécsi döntés után a SZKIE beolvadt a KALOT-ba, Magyar Ferenc ekkor a KALOT sajtótitkára lett. 1941-től szervezője, majd igazgatója volt a KALOT csíksomlyói népfőiskolájának.
1947-től az Új Ember belső munkatársa, 1957-től segédszerkesztője, 1971-től szerkesztője, 1980-tól 1989-ig felelős szerkesztője. 1980-tól vezetője lett a püspöki kar akkor megalakuló sajtóirodájának is. 1983-tól: az Actio Catholica lapjainak (Magyar Kurír, Teológia, Vigilia) felelős kiadója posztját is betöltötte; a nyolcvanas években egyúttal a püspöki kar Világiak Tanácsa titkára és Külügyi Bizottságának tagja volt.

## Elismerései
- Békemozgalom Kitüntető Jelvénye (1973)
- Magyar Népköztársaság Zászlórendjének III. fokozata (1974)
- Aranytoll (1989)
- Włodzimierz Pietrzak-díj[3] (1985)
- Munka Érdemrend arany fokozata (1986)
- Táncsics Mihály-díj (1991)
- Stephanus-díj (1997)